# Gers Delia
Gers Delia (født 2. juni 1992 i Albanien) er en albansk fodboldspiller, der spiller for schweiziske FC Laufen. Han spiller primært som angriber.